# Perry megye (Illinois)
Perry megye az Amerikai Egyesült Államokban, azon belül Illinois államban található. Megyeszékhelye Pinckneyville, legnagyobb városa Du Quoin. Lakosainak száma 20 945 fő (2020. április 1.). Perry megye Washington, Jackson, Franklin, Jefferson és Randolph megyékkel határos.

## Népesség
A megye népességének változása:
| Lakosok száma | 22 331 | 22 240 | 22 078 | 21 887 | 21 543 | 20 945 |
|               | 2010   | 2011   | 2012   | 2013   | 2015   | 2020   |